# Baturyn
Baturyn (em ucraniano:   Бату́рин) é uma cidade da Ucrânia, situada no Oblast de Tchernihiv. Tem 7 km² de área e sua população em 2020 foi estimada em 2.492 habitantes.